# Playing My Game
Playing My Game é o álbum de estreia da cantora norueguesa Lene Marlin, lançado em 1999.

## Faixas
1. "Sitting Down Here" — 3:55
2. "Playing My Game" — 5:34
3. "Unforgivable Sinner" — 4:00
4. "Flown Away" — 4:08
5. "The Way We Are" — 4:00
6. "So I See" — 4:49
7. "Maybe I'll Go" — 4:37
8. "Where I'm Headed" — 4:11
9. "One Year Ago" — 4:27
10. "A Place Nearby" — 4:10

## Desempenho nas paradas musicais
| Parada musical (1999/2000) | Posição |
| -------------------------- | ------- |
| Noruega - VG-lista         | 1       |
| Nova Zelândia - RIANZ      | 8       |
| Suécia - Sverigetopplistan | 8       |